# Harald Nickel
Harald Nickel (Espelkamp, 21 luglio 1953 – 4 agosto 2019) è stato un calciatore tedesco, di ruolo attaccante.

## Carriera

### Club
Giocò inizialmente con l'Arminia Bielefeld; successivamente si trasferì in Belgio per indossare le casacche di Royale Union Saint-Gilloise, KV Courtrai e Standard Liegi. Nel 1978 fa ritorno in Germania Ovest nelle file del Eintracht Braunschweig e dopo una stagione viene acquistato per 1,15 milioni di marchi dal Borussia Mönchengladbach: con i puledri disputerà due ottimi campionati realizzando inoltre il gol dell'anno nel 1979.
Chiuse la carriera nel Basilea.

### Nazionale
Con la Germania Ovest giocò tre partite tra il 1979 e il 1980 senza andare a segno.

## Palmarès

### Club
- Terza divisione belga: 1

Saint-Gilloise: 1975-1976

### Individuale
- Capocannoniere della Coppa UEFA: 1

1979-1980 (7 gol)